# Københavns Hovedbanegård
Københavns Hovedbanegård (deutsch Kopenhagen Hauptbahnhof), abgekürzt København H, ist der Hauptbahnhof von Kopenhagen und der größte Bahnhof in Dänemark. Mit täglich mehr als 100.000 Reisenden ist er nach dem Bahnhof Nørreport der am zweitstärksten frequentierte Bahnhof des Landes und zugleich der wichtigste Fernbahnhof im Streckennetz der Danske Statsbaner. Er liegt im Zentrum von Kopenhagen, zwischen der Altstadt und dem Stadtviertel Vesterbro.
Der Durchgangsbahnhof mit 13 Bahnsteiggleisen ist Umsteigepunkt zwischen Personenfernverkehr (InterCityLyn, InterCity, SJ X2000) und Personennahverkehr (Øresundstog, Regionaltog, S-Bahn). Über den gleichnamigen Metro-Bahnhof besteht Anschluss an die Metro Kopenhagen. Weitere öffentliche Verkehrsanbindung besteht vor dem Bahnhof mit dem innerstädtischen Busverkehr.
Der heutige Hauptbahnhof ist der dritte Bahnhof in der Hauptstadt. Der erste Bahnhof in Kopenhagen wurde 1847 und der zweite Bahnhof wurde 1864 eröffnet. Das markante Gebäude des dritten Bahnhofs wurde von dem Architekten Heinrich Wenck entworfen und wurde am 1. Dezember 1911 in Betrieb genommen. Seit 1934 ist der Hauptbahnhof an das Streckennetz der S-Bahn Kopenhagen und seit 2019 an den Cityring der Metro Kopenhagen angeschlossen.

## Lage und Umgebung

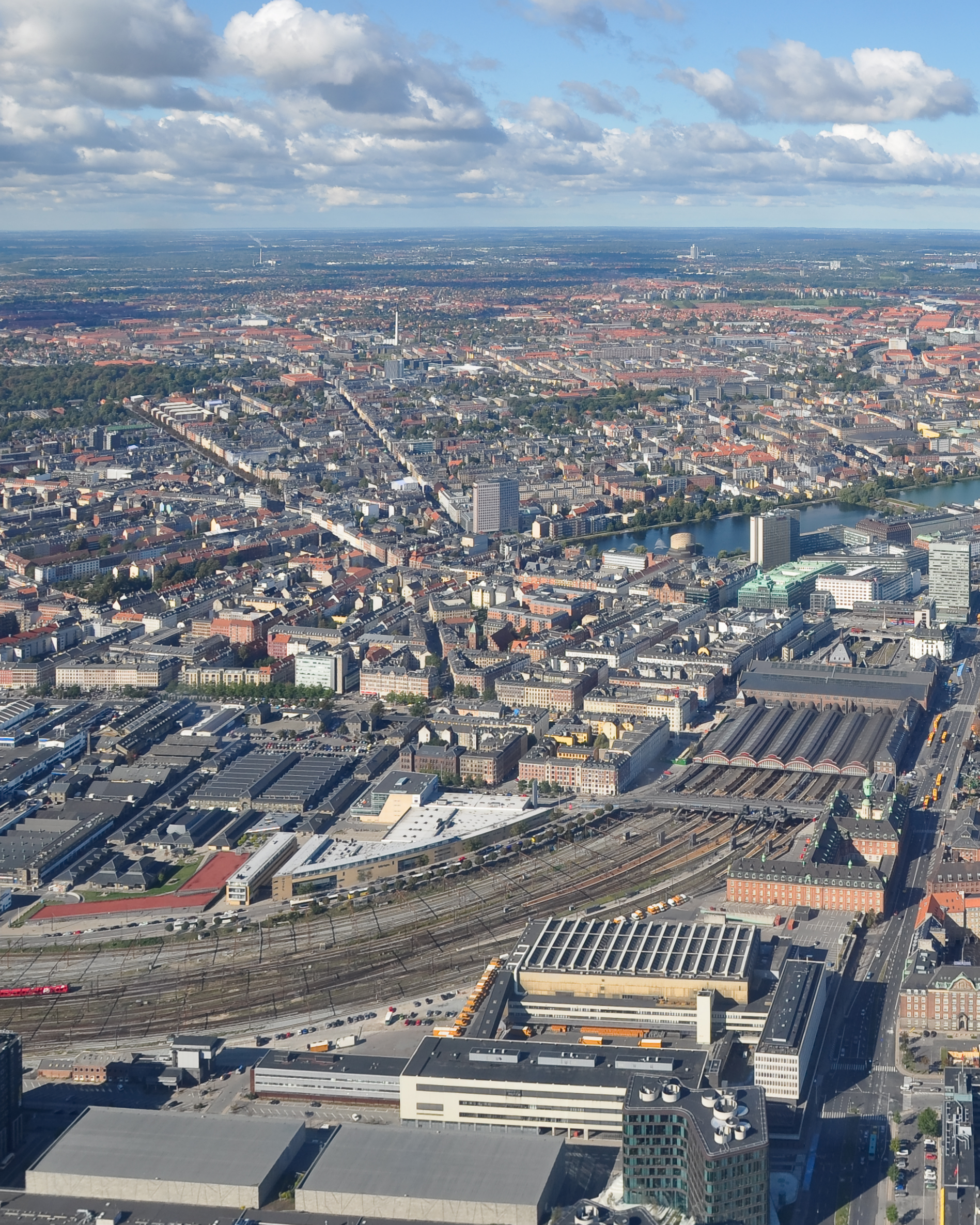
Der Hauptbahnhof Kopenhagen aus der Luft (rechts) mit dem Stadtteil Vesterbro (links).

Der Bahnhof befindet sich im Südwesten der Innenstadt im Bereich ehemaliger Wallanlagen am Übergang zum Stadtteil Vesterbro. Auf der östlichen Seite schließt sich unmittelbar der innerstädtische Vergnügungspark Tivoli an. Gegenüber dem Hauptportal, an der Vesterbrogade, steht die 1797 errichtete Freiheitssäule, die an die Aufhebung der Leibeigenschaft in Dänemark erinnert, und das von Arne Jacobsen gebaute SAS Royal Hotel. Westlich des Hauptbahnhofs beginnt die Istedgade, die sich nach der Eröffnung des Bahnhofs zu einem Vergnügungs- und Rotlichtviertel entwickelte.

## Geschichte

### Vorgängerbahnhöfe

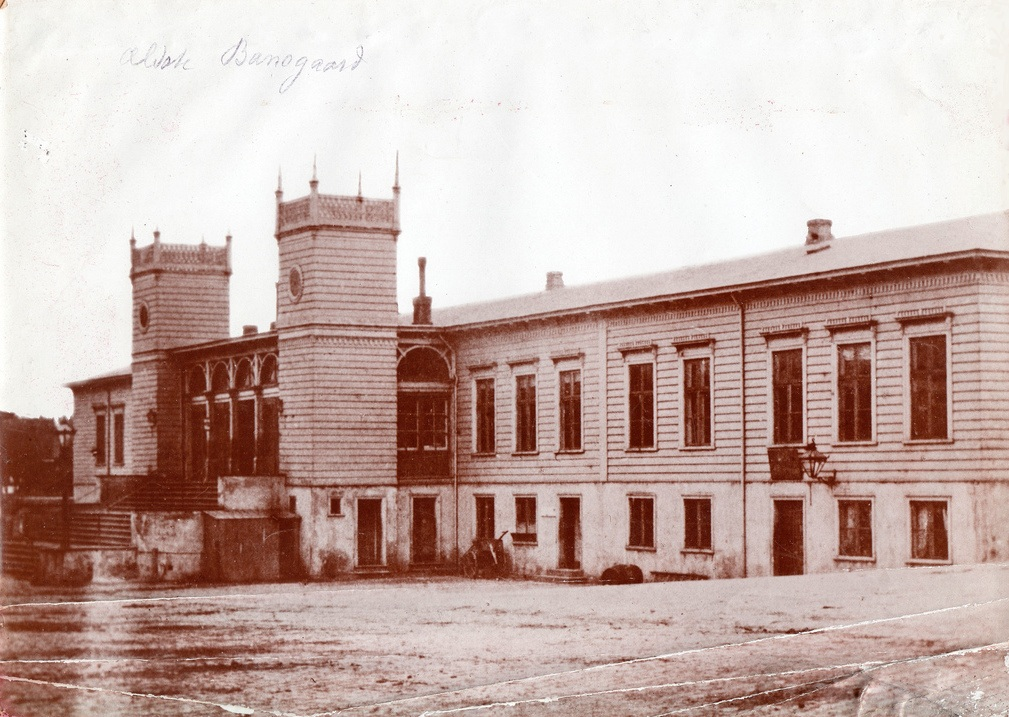
Kopenhagens erster Bahnhof 1864

Der heutige Hauptbahnhof hatte zwei Vorgänger an gleicher Stelle. Der erste Bahnhof wurde am 26. Juni 1847 als östlicher Endbahnhof der neuen Eisenbahnstrecke von Kopenhagen nach Roskilde, der ersten Eisenbahnlinie im Königreich Dänemark, eröffnet. Der Bahnhof wurde im Dronningens Enghave errichtet, einem ehemaligen königlichen Lustgarten, der außerhalb der Kopenhagener Stadtbefestigung direkt vor dem Stadttor Vesterport lag. Er befand sich ungefähr an der Stelle des heutigen Empfangsgebäudes, wobei die Bahnsteiggleise quer zu der heutigen Ausrichtung verliefen.

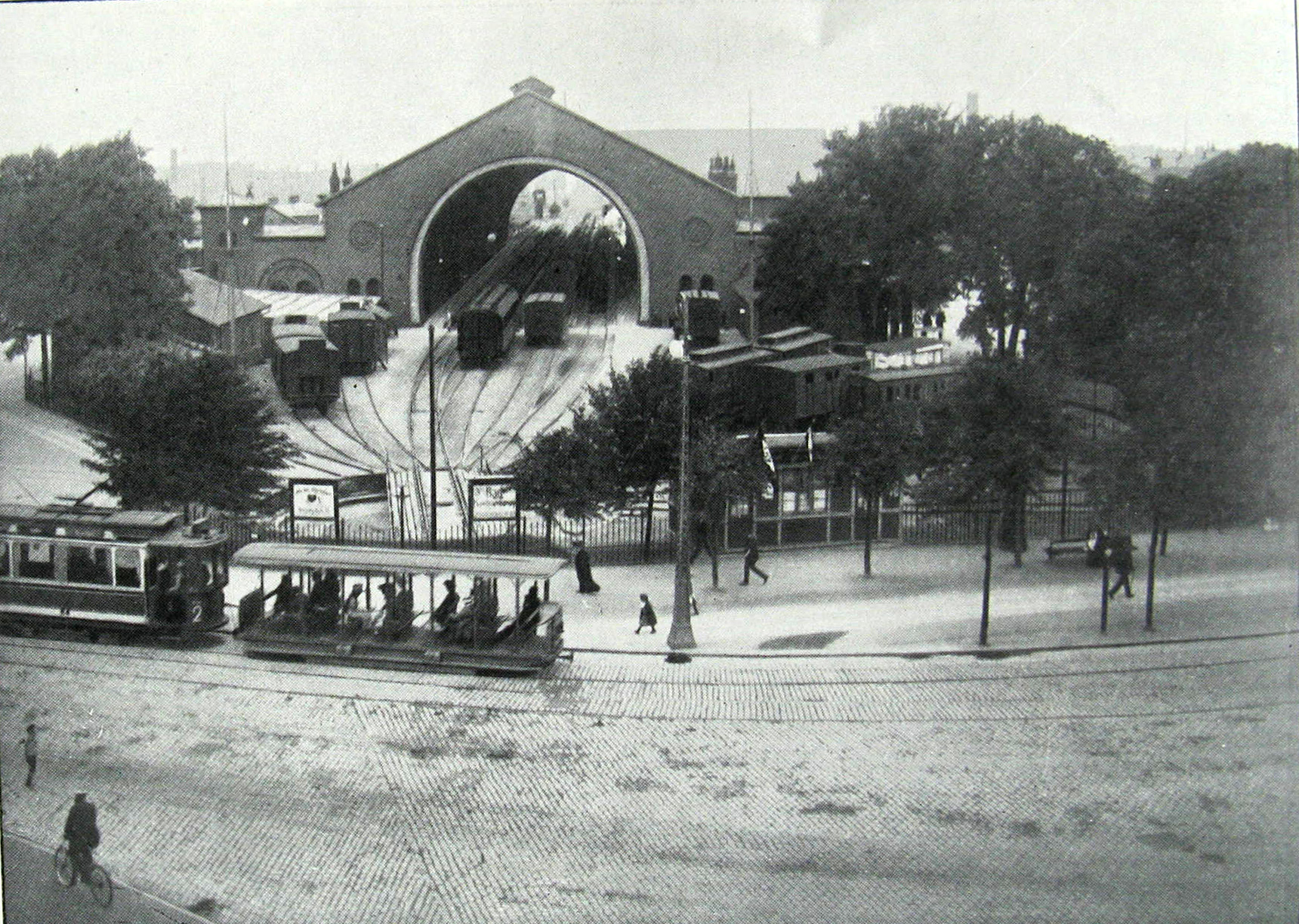
Kopenhagens zweiter Hauptbahnhof

In den 1860er Jahren gab es mehrere Pläne zur Erweiterung des Eisenbahnnetzes und dabei eine Strecke in Richtung Norden nach Nordseeland mit der bestehenden Strecke in Richtung Westen nach Roskilde zu verbinden. Der zweite Bahnhof wurde als Ersatz für den zu klein gewordenen ersten Bahnhof 1864 eröffnet. Er lag etwas nördlich des alten Bahnhofs auf der anderen Seite der Vesterbrogade. Er war ein Kopfbahnhof, wo die einzige Gleisverbindung zum Bahnhof auf einem Damm über die Kopenhagener Seen führte. Gleich auf der anderen Seite der Seen teilte sich die Strecke nach Westen über Frederiksberg in Richtung Roskilde und nach Norden über Nørrebro in Richtung Hillerød und Helsingør.:4

### Der heutige Bahnhof

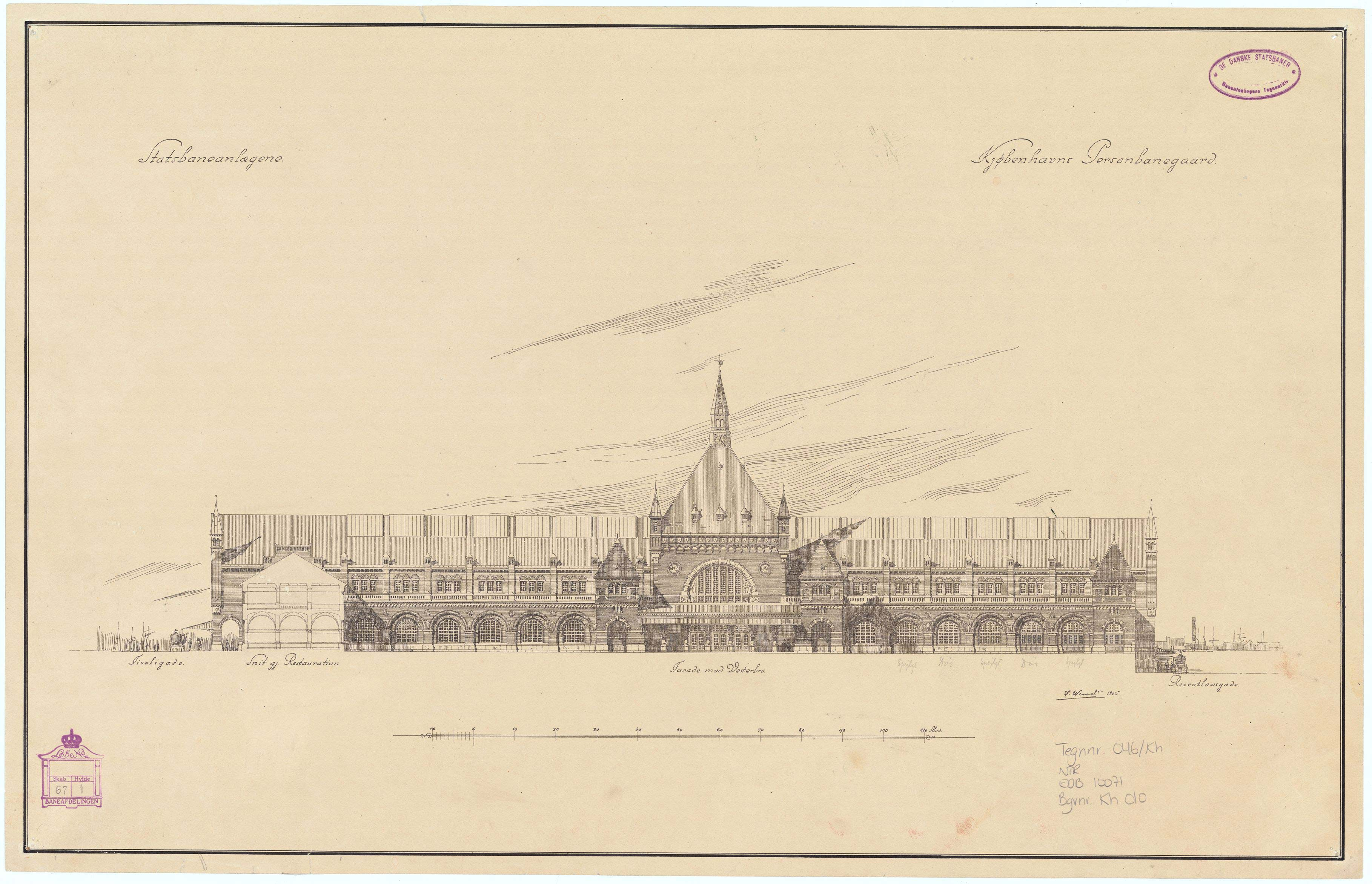
Wencks Entwurf der Hauptfassade 1905

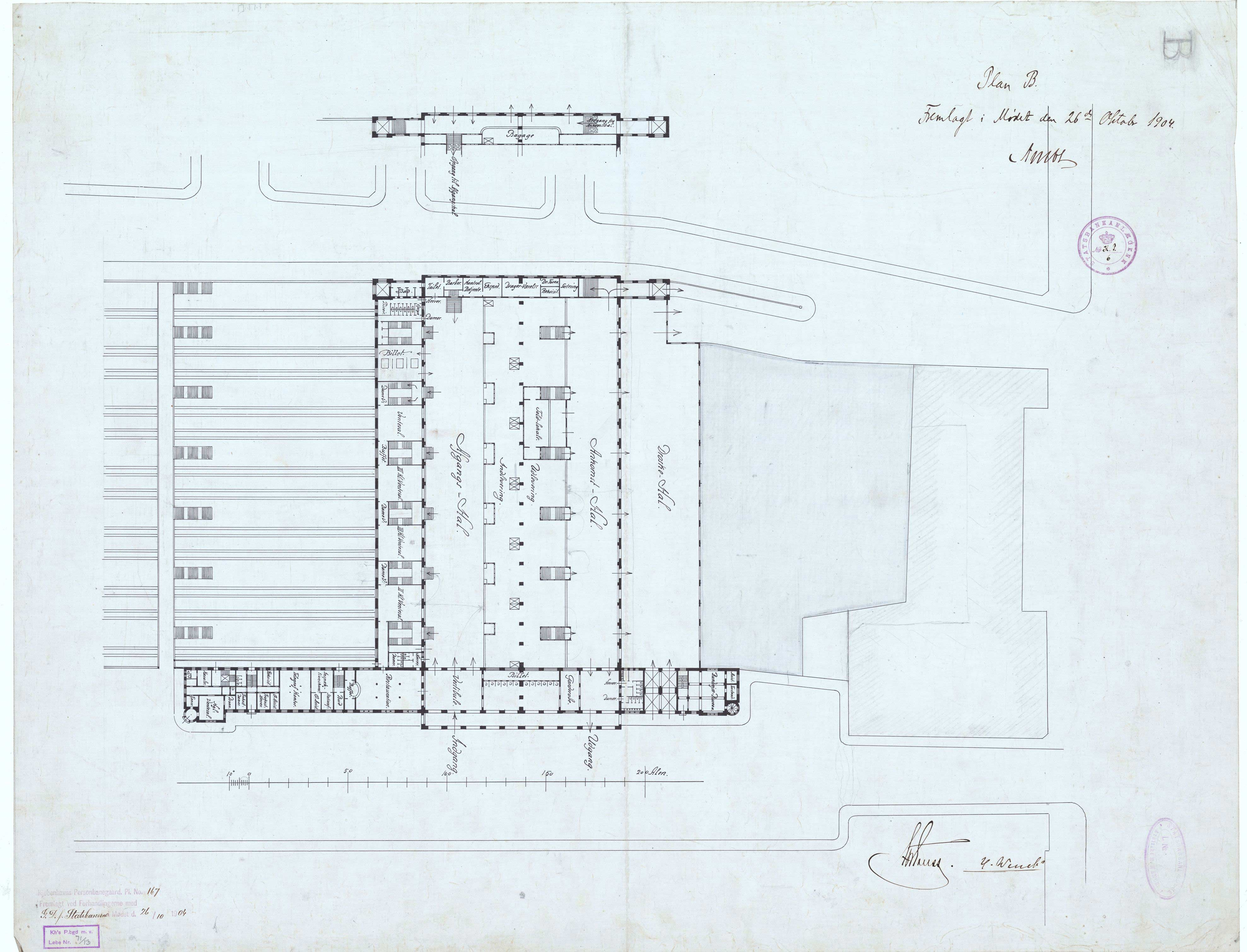
Wencks Plan der Gleisanlagen 1904

Ende des 19. Jahrhunderts wurde immer deutlicher, dass die Verhältnisse zu eng und veraltet und die Gleisanschlüsse des Bahnhofs durch die Stadt zu umständlich geworden waren. Schon ab Ende der 1870er Jahre wurde diskutiert, wie die Probleme gelöst werden könnten. 1904 wurde beschlossen, etwa an der Stelle des ersten Bahnhofs einen neuen Hauptbahnhof zu bauen.:4 Nachdem Heinrich Wenck zwischen 1898 und 1902 verschiedene Vorschläge ausgearbeitet hatte, wurde der jetzige Bahnhof zunächst (wie seine Vorgänger) als reiner Kopfbahnhof angelegt und am 30. November 1911 von Kronprinz Christian eingeweiht, der feststellte:

„Er wird wahrscheinlich als monumentale Erinnerung an die dänische Architektur zu Beginn des 20. Jahrhunderts stehen. Da ich der Hoffnung Ausdruck gebe, dass unser neuer Bahnhof die Verbindung zwischen der Hauptstadt und dem Land sowie zwischen Dänemark und dem Ausland verfestigen wird, erkläre ich den Kopenhagener Bahnhof für eröffnet.“

Am folgenden Tag fuhr der erste Zug vom Bahnhof ab.:5f Der Bahnhof war zunächst nur an die Strecken in Richtung Westen angeschlossen. Bei der Eröffnung der teilweise unterirdischen Boulevardbahn am 1. Dezember 1917 wurde die direkte Verbindung durch die Stadt zum Bahnhof Østerport nördlich des Stadtzentrums hergestellt und der Hauptbahnhof konnte von Zügen der Strecken aus nördlicher Richtung erreicht werden.:6f
Die Anlage verfügte über sechs Bahnsteige für die Fahrgäste und fünf jeweils dazwischenliegende Gepäckbahnsteige. An der Außenseite des Bahnsteigs am Gleis 1 (nächst dem Tivoli) befanden sich Betriebsräume sowie die königlichen Warteräume. Auf der Außenseite von Gleis 12 lag ein erhöht angelegter Gepäckbahnsteig.

## Bauwerk und Aufbau

### Gleis- und Bahnsteigsanlagen

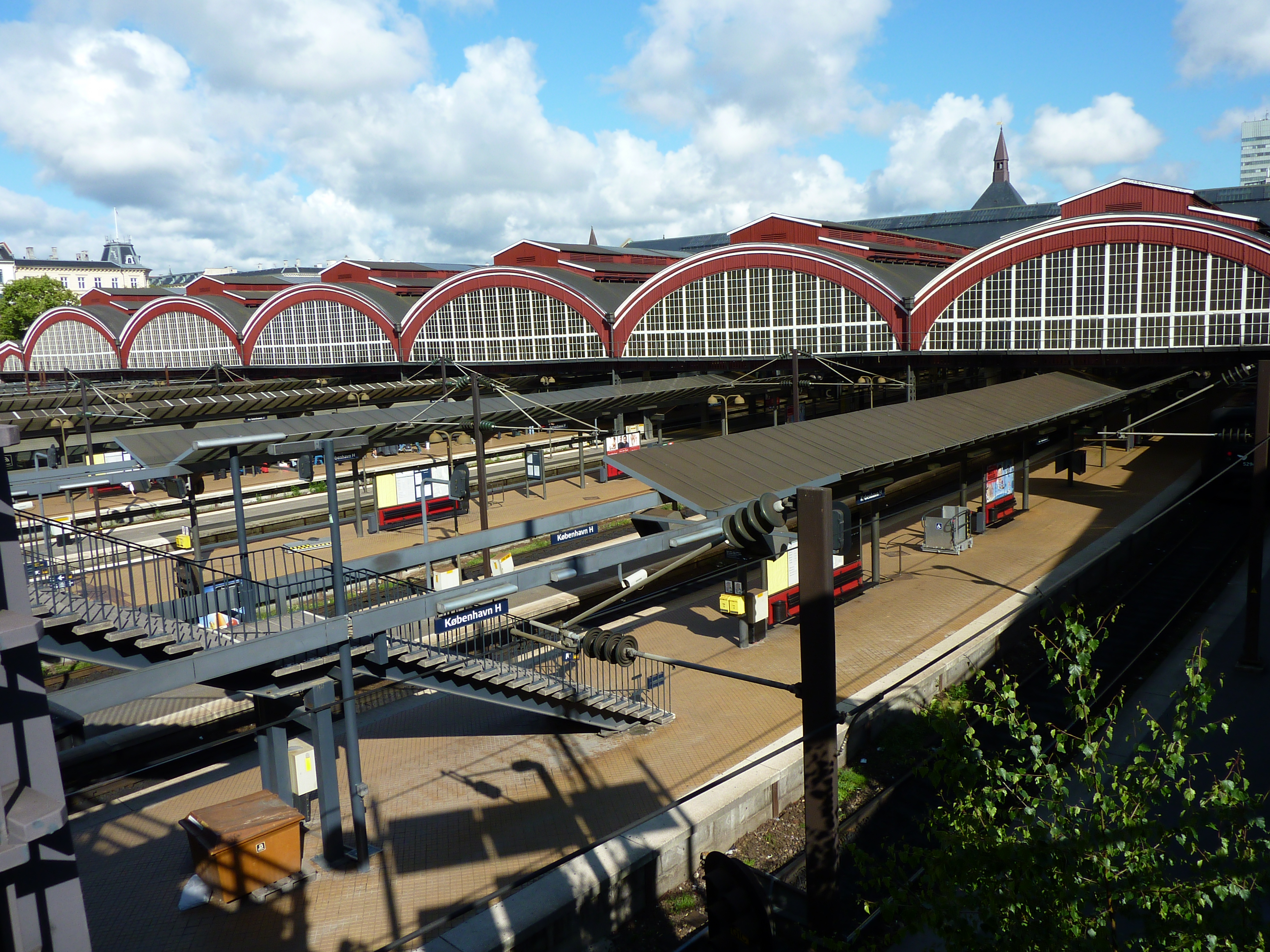
Bahnhof von København H, Ansicht von Südosten

Das Empfangsgebäude des jetzigen Durchgangsbahnhofes befindet sich wie schon zu Beginn nördlich quer zu den Gleisen, die heute unter dem erhöhten Bahnhofsvorplatz und durch einen Tunnel hindurch in Richtung Norden und nach Helsingør weitergeführt werden. Dadurch entsteht im Stadtbild weiterhin der Eindruck eines Kopfbahnhofes. Die Tunnelstrecke wird neben den Zügen nach Nord-Seeland auch vom S-tog-System befahren. Die wichtigsten Fernverkehrsstrecken København–Malmö und Vestbanen nach Fredericia erreichen den Hauptbahnhof jedoch von Süden. Der Bahnhof hat 13 Bahnsteiggleise, von denen die Gleise 1 bis 8 und 26 für den Regional- und Fernverkehr genutzt werden, die Gleise 9 bis 12 von der S-Bahn Kopenhagen.

## Verkehr

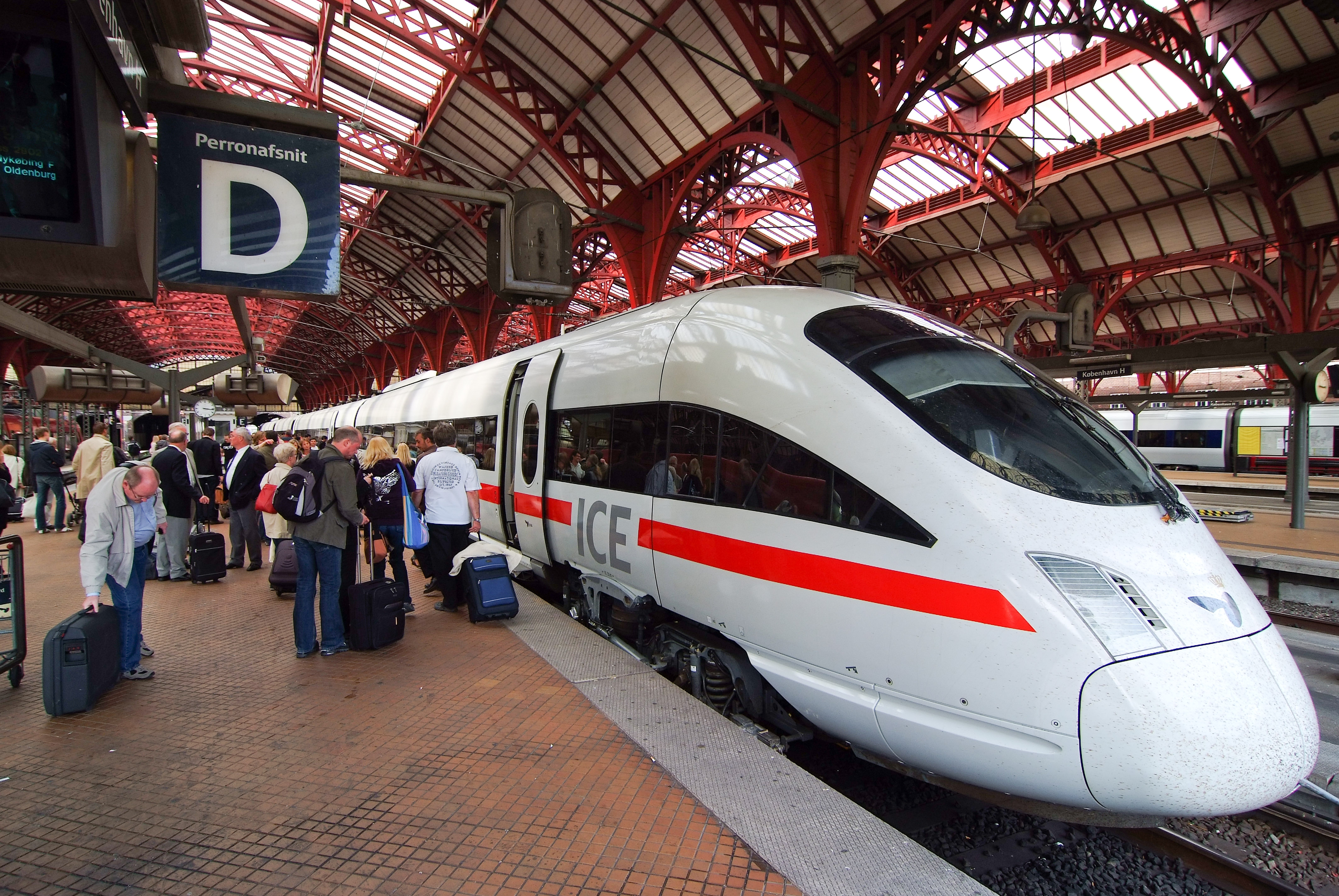
Ein ICE TD der Deutschen Bahn nach Hamburg (2009)

### S-tog
Alle S-tog-Linien der Hauptstadtregion mit Ausnahme der Linie F fahren den Hauptbahnhof an.

### Metro
Außerhalb des Bahnhofsgebäudes befindet sich auf der Westseite der Eingang zur Metrostation København H. Diese wird von den Linien M3 (Cityringen) und seit dem 28. März 2020 von der Linie M4 bis Orientkaj bedient.

### Regionale Verbindungen
Vom Hauptbahnhof verkehren Regionalverbindungen nach
- Helsingør
- Ringsted
- Roskilde und Kalundborg
- Næstved und weiter zu den Inseln Falster und Lolland
- Flughafen Kopenhagen und Malmö mit dem Øresundstog (internationaler Nahverkehr nach Schweden)

### Nationale Fernverbindungen
- InterCity über die Große-Belt-Querung nach Aalborg, Thisted, Struer und Esbjerg sowie InterCityLyn nach Sønderborg.

### Internationale Verbindungen

#### Aktuell
- Intercity-Verkehr über Fünen und Jütland nach Hamburg[8]
- nach Malmö, Göteborg, Kalmar, Karlskrona und Stockholm über die Öresund-Verbindung

#### Frühere Verbindungen
- Eurocity-Verkehr nach Lübeck und Hamburg über die Vogelfluglinie (bis 14. Dezember 2019)[8]
- City Night Line nach Hamburg, Amsterdam, Frankfurt am Main, Berlin, Dresden, Prag, Offenburg und Basel (bis 1. November 2014)
- InterCity nach Ystad mit Anschluss an die Fähre nach Rønne auf der Insel Bornholm (bis 10. Dezember 2017)[9]
- Express-Züge nach Rostock und Berlin über das Trajekt Warnemünde–Gedser (bis 23. September 1995)[10]:92
- Express-Züge nach Rostock, Berlin, Dresden und Prag über das Trajekt Warnemünde–Gedser (bis 1994)[10]:90
- Express-Züge nach Rostock, Berlin, Warschau, Brest und Moskau über das Trajekt Warnemünde–Gedser (bis 1994)[10]:88–89